# Сором'язливий наречений
Сором'язливий наречений (англ. The Bashful Suitor) — американська короткометражна драма режисера Герберта Блаше 1921 року.

## У ролях
- П'єр Гендрон — Пол
- Мері Брендон — Гретель